# 90210 (seizoen 1)
Dit artikel gaat over seizoen 1 van 90210, de Amerikaanse televisieserie.
Het seizoen werd in de Verenigde Staten uitgezonden van 2 september 2008 tot en met 19 mei 2009 op The CW. In Nederland werd de televisieserie door Net5 uitgezonden tussen 2 januari 2009 en 24 januari 2010.

## Verhaal
Harry Wilson heeft een baan als directeur op West Beverly High aangeboden gekregen en verhuist daarom met de familie van het platteland Kansas naar Beverly Hills, de elitaire en welvarende stad waar hij is opgegroeid. Voor zijn kinderen, de 15-jarige Annie en haar geadopteerde broer Dixon, is het een grote verandering. Dixon wordt lid van het lacrosseteam en Annie meldt zich aan bij het schooltheater. Ze raakt bevriend met Silver, een excentrieke studente die haar eigen weblog bijhoudt. Ondertussen probeert ze Naomi te imponeren, het populairste meisje van school dat berucht is om haar botte en kattige opmerkingen. Naomi heeft het stiekem moeilijk met de scheiding van haar ouders.
Als Annie de hoofdrol krijgt in het jaarlijkse toneelstuk, dat geregisseerd wordt door respectievelijk grootmoeder Tabitha en toneelactrice Brenda Walsh, maakt ze zich niet geliefd bij Naomi's beste vriendin Adrianna. Adrianna is een voormalig kindster met een onsympathieke moeder die ook haar zinnen had gezet op de hoofdrol en vindt na de afwijzing haar troost bij drugs. Het raakt zo uit de hand dat ze, als gevolg van een bijna fatale overdosis, opgenomen moet worden in een ontwenningskliniek.
In deze periode vindt ze geen steun bij Naomi, omdat Naomi haar, met dank aan Adrianna's onbetrouwbare gedrag tijdens haar verslaving, niet meer tot een vriendin kon rekenen. In plaats daarvan wordt ze herhaaldelijk bezocht door Navid, een klasgenoot die al van kinds af aan verliefd op haar is. Tegen verwachting in wordt ze verliefd op hem en ze krijgen, na haar vrijlating van de kliniek, een relatie. Na enkele tijd komt ze tot de ontdekking dat ze al vijf maanden zwanger is en dus geen abortus meer kan laten plegen. Aanvankelijk wil ze het ter adoptie afstaan, maar als ze besluit het kind te houden, doet Navid een huwelijksaanzoek. Ze stemt in, maar realiseert zich al gauw dat ze te jong is om te trouwen. Ze besluiten om verloofd te blijven, zonder directe plannen om te trouwen. Adrianna bevalt op de avond van haar schoolbal en staat het kind, met enige moeite, af ter adoptie.
Er ontstaan enkele fricties tussen het koppel als blijkt dat de vader van Adrianna's kind Ty is. Nog voordat ze een relatie kreeg met Navid, werd ze - zonder succes - door Ty's ouders aangemoedigd om naar Zuid-Amerika te verhuizen tijdens de zwangerschap en na de bevalling zou ontkennen wat er ooit heeft plaatsgevonden. Adrianna voelde zich echter niet comfortabel om haar zwangerschap te moeten verbergen en kwam er openlijk voor uit, zonder de steun van Ty. Ze was aanvankelijk met Ty naar bed gegaan om zodoende wraak te nemen op Annie. Ty was namelijk het vriendje van Annie en speelde tevens haar liefdesinteresse in het schooltoneelstuk.
Na haar breuk met Ty krijgt Annie een relatie met Ethan, de populairste jongen van school en sterspeler van het lacrosseteam. Dit is tot groot ongenoegen van Naomi, die ooit een langdurige relatie met Ethan heeft gehad. Naomi, die inmiddels bevriend is geraakt met Annie, verzoekt Annie om niet met Ethan om te gaan. In plaats van trouw te zijn aan haar vriendschap met Naomi, blijft Annie in het geheim afspreken met Ethan. Naomi betrapt hen en neemt wraak door Annie te vernederen op haar zestiende verjaardag. Het gevolg is een langdurige ruzie, waar pas een einde aan komt als Annie haar relatie met Ethan beëindigt.
Annie besloot een punt achter haar relatie met Ethan te zetten, toen hij meer interesse begon te tonen in Rhonda, een impopulaire klasgenote die hij goed leerde kennen toen hij haar per ongeluk aanreed. De bijna fatale aanrijding zette Ethan aan het denken wat het belangrijkst is in het leven en zodoende vervreemdde hij zich van Annie. Later krijgt hij gevoelens voor Silver en dat leidt tot een knokpartij met Dixon, die een relatie heeft met Silver. Aanvankelijk zijn Dixon en Silver onafscheidelijk van elkaar, maar Dixon verbreekt de relatie als Silver een seksvideo van hen verspreidt. Silver beweert dat ze niet kan leven zonder Dixon en ontspoort. Het gaat zelfs zover dat ze leraar Ryan Matthews bedreigt en wegloopt van huis.
Dixon komt tot de conclusie dat Silver lijdt aan bipolaire stoornis en hij besluit haar te steunen. Silvers ziekte doet Dixon herinneren aan zijn biologische moeder, die hij een bezoek besluit te brengen. Al snel ergert hij zich echter aan Silvers angst om terug te keren naar school. Ze meldt zich aan bij een streng christelijke school, maar ook daar kan ze het verleden niet ontkomen. Ze wordt begeleid door haar zus Kelly, die werkt als decaan op school. Kelly krijgt een relatie met collega Ryan, maar hij verbreekt de relatie als blijkt dat ze een kind heeft van Dylan. Ryan brengt later een nacht door met Brenda, krijgt een kortdurende relatie met agente Kimberly en gaat uit met Naomi's oudere zus Jen.
Ondertussen wordt Naomi verliefd op Liam, een rebelse student die zich graag afzondert van zijn leeftijdsgenoten. Liam heeft geen behoefte aan een relatie, maar Naomi is ervan overtuigd dat hij gevoelens voor haar heeft. Uiteindelijk geeft Liam toe aan zijn gevoelens en krijgt een relatie met haar. Naomi voelt zich bedreigd door Annies aanwezigheid, het enige meisje in wie Liam interesse toont. Annie verzekert Naomi dat ze niets ziet in Liam, maar als Naomi merkt dat Liam is vreemdgegaan en een kledingstuk van Annie in dezelfde slaapkamer aantreft, trekt ze de conclusie dat Annie en Liam een affaire hebben. Wat ze niet weet is dat Liam eigenlijk het bed heeft gedeeld met Jen, die hem verleidde uit wraak op Naomi, omdat ze vond dat haar zus zich te verwend gedroeg.
Naomi besluit de confrontatie aan te gaan met Annie. Hoewel ze ontkent, is iedereen ervan overtuigd dat Annie de boosdoener is en ze wordt verstoten door haar klasgenoten. Annie verlaat het huis in tranen en rijdt, onderweg naar huis, iemand aan. Ze merkt dat ze drank in haar auto heeft en besluit, in een moment van paniek, weg te rijden zonder het slachtoffer te helpen.

## Afleveringen
Seizoen 1 bestaat uit 24 afleveringen met elk een speelduur van 39-42 minuten.

## Rolbezetting

### Hoofdpersonages
| Acteur           | Personage            |
| ---------------- | -------------------- |
| Rob Estes        | Harry Wilson         |
| Shenae Grimes    | Annie Wilson         |
| Tristan Wilds    | Dixon Wilson         |
| AnnaLynne McCord | Naomi Clark          |
| Dustin Milligan  | Ethan Ward           |
| Ryan Eggold      | Ryan Matthews        |
| Jessica Stroup   | Erin Silver          |
| Michael Steger   | Navid Shirazi        |
| Jessica Lowndes  | Adrianna Tate-Duncan |
| Lori Loughlin    | Debbie Wilson        |
| Jessica Walter   | Tabitha Wilson       |

### Terugkerende personages
| Acteur                | Personage             |
| --------------------- | --------------------- |
| Jennie Garth          | Kelly Taylor          |
| Shannen Doherty       | Brenda Walsh          |
| Ann Gillespie         | Jackie Taylor         |
| Christina Moore       | Tracy Clark           |
| James Patrick Stewart | Charles Clark         |
| Maeve Quinlan         | Constance Tate-Duncan |
| Adam Gregory          | Ty Collins            |
| Jessica Lucas         | Kimberly MacIntyre    |
| Aimee Teegarden       | Rhonda Kimble         |
| Matt Lanter           | Liam Court            |
| Sara Foster           | Jen Clark             |
| Tori Spelling         | Donna Martin          |

## Verloop
De verwachtingen van de serie waren laag. Men verwachtte niet veel van de remake en twijfelde of het zijn voorganger kon evenaren. Desondanks waren de reacties na de première op 2 september 2008 voornamelijk positief. De pilotaflevering We're Not in Kansas Anymore lokte veel kijkers en de kijkcijfers werden zelfs benaderd als een recordhouder. Er kwam echter kritiek op de lichaamsbouw van enkele castleden. Voornamelijk Grimes en Stroup werden bestempeld als té dunne actrices. Geruchten ontstonden dat beide actrices de opdracht kregen meer te eten, na veel ophef over hun gewicht. Daarnaast kwam er een scène in voor waarin een tiener oraal bevredigd werd. Dit schoot in het verkeerde keelgat van de Parents Television Council, die mensen er sindsdien toe aanzetten de serie te boycotten.
Op 10 september 2008, toen al enkele afleveringen waren uitgezonden, werd actrice Jessica Lucas toegevoegd aan de terugkerende cast. Een dag later werd bekendgemaakt dat Doherty haar contract niet heeft verlengd. Ze had een contract voor vier afleveringen, maar zou niet meer deel uit willen maken van de serie toen ze ontdekte dat Garth haar contract wel had verlengd voor nog extra vijf afleveringen. Op 13 september 2008 vertelde haar manager echter dat Doherty wel enthousiast is over een verlengd contract, op voorwaarde dat haar meer afleveringen worden aangeboden. In de vierde aflevering, die werd uitgezonden op 16 september 2008, werd bekendgemaakt dat Dylan McKay de vader is van Kelly's zoon. Onmiddellijk na de uitzending ontstonden wederom geruchten dat Luke Perry, die Dylan in de originele serie speelde, om die reden een terugkeer zou maken in 90210. Op 18 september 2008 gaf hij echter een officiële bevestiging niet in de serie te zullen spelen.
In eerste instantie zou het eerste seizoen uit 13 afleveringen bestaan. Wegens het succes van de serie werd dit op 22 september 2008 verlengd naar 22 afleveringen. Op 30 oktober 2008 werd bekendgemaakt dat het totaal aantal afleveringen van het eerste seizoen 24 zal zijn. Ook ontstonden door het succes geruchten dat de andere spin-off van Beverly Hills, 90210, Melrose Place, ook een vervolg zou krijgen. Actrice Lisa Rinna vertelde in een interview dat er in Hollywood wordt overwogen een remake te maken van Melrose Place, die uitgezonden zou moeten worden in 2009. Producent Darren Star meldde er ook interesse in te hebben, maar vertelde hierbij dat er nog geen officiële plannen zijn. De serie wist in Australië echter niet aan de verwachtingen op te doen. Op 2 oktober 2008 werd bevestigd dat de serie van de buis gehaald zal worden wegens teleurstellende kijkcijfers.
Op 9 oktober 2008 werd bevestigd dat Priestley een aflevering in januari 2009 zal regisseren. Hij vertelde dat hij hoopt opnieuw samen te werken met Doherty en Garth, maar sloeg het aanbod af ook voor de camera te verschijnen. Ook werd bij dit nieuws bekendgemaakt dat producenten met Doherty in onderhandeling zijn om in nog twee afleveringen te verschijnen. Hoewel haar terugkeer nog niet werd bevestigd, vertelden bronnen dat dit zeker zal gebeuren. Ook werd op 10 oktober aangekondigd dat acteur Josh Henderson in enkele afleveringen zal spelen als Sean, Harry en Tracy's zoon.
Op 15 oktober 2008 meldde het tijdschrift Entertainment Weekly dat Walter nog enkel een terugkerende rol zal spelen. Voorheen speelde ze een van de hoofdpersonages. Producent Gabe Sachs legde uit dat ze haar contract hebben gewijzigd uit financiële redenen. Hij vertelde dat de studio het zich niet kon veroorloven Walter een vol salaris te betalen voor haar kleine bijdrage aan de serie. Bij dit nieuws werd ook bekendgemaakt dat Jessica Lowndes wel toegevoegd zal worden aan de hoofdcast. Eventuele geruchten dat Walter de serie zal verlaten werden onmiddellijk ontkend. Op 31 oktober 2008 werd ook onthuld dat actrice Lauren London toegevoegd is aan de cast. Een maand later werd aangekondigd dat actrice Aimee Teegarden de terugkerende rol van Rhonda zal spelen.
In Nederland werd op 26 november 2008 bekendgemaakt dat de serie vanaf vrijdag 2 januari 2009 wekelijks om 20:30 uur te zien zou zijn op Net5. Voorheen waren er geruchten dat de serie zijn Nederlandse debuut op RTL 5 zou maken. In de jaren 90 zond dezelfde televisiezender ook de voorganger uit. Op 8 januari 2009 werd bevestigd dat Spelling toch een gastrol zou spelen in 90210. Haar gastverschijning werd gepaard met een cameo van Diablo Cody, de Oscargenomineerde scriptschrijver van Juno (2007).